# Lioxanthodes
Lioxanthodes is een geslacht van kreeftachtigen uit de klasse van de Malacostraca (hogere kreeftachtigen).

## Soorten
- Lioxanthodes alcocki Calman, 1909
- Lioxanthodes madagascariensis Serène, 1984
- Lioxanthodes pacificus Edmondson, 1935